# Allograf

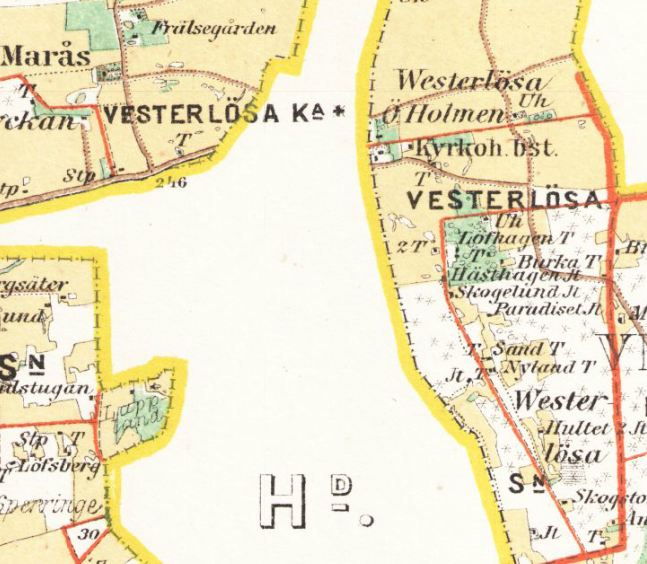
Utsnitt ur karta från 1880 över Vifolka härad som visar den tidens användning ‹v› och ‹w› såsom utbytbara allografer.

Allografer (grekiska: άλλος ’annan, olik’ och γράφω ’skriva’) är grafiska varianter av ett grafem. Allografer kan således bytas utan att betydelsen ändras.

## Exempel på allografer
Exempel på allografer är ‹ſ› (både grafem och allografer omges i den här texten med ‹ ›-tecken) och ‹s› som i äldre tryck är allografer av grafemet ‹s›, liksom ‹σ› och ‹ς› är det i grekiska. Dessa båda exempel visar regelbunden, kontextberoende, allografisk växling, då ‹s› respektive ‹ς› står sist i ett ord, medan ‹ſ› respektive ‹σ› står i alla andra ställningar i ordet. I svenskan kan också ä i handskrift skrivas antingen med två prickar eller med en vågformig slinga. På samma sätt kan ‹g› skrivas som gemen bokstav på två olika sätt (glyfer) beroende på typsnitt eller handskrift, där den ena formen på grund av utseendet ofta benämns "glasögon-g".

### Versaler och gemena
Versaler och gemena bokstäver  – som ‹A› och ‹a› – är allografer i bland annat svenska språket. Det finns regler för hur versaler och gemena används i svenskan, men betydelsen av ordet påverkas i regel inte av användandet av versaler eller gemena. Denna växling kan vara av lingvistisk betydelse, som i tyska där versal ordinitial utmärker substantiv, medan övriga ordklasser skrivs med gemena (utom i början av en mening) – Essen ’mat, ätande’ gentemot essen ’äta’.

## Historiska exempel
I äldre svenska var ‹v› och ‹w› ofta utbytbara. Så kunde ortnamn på kartor ibland stavas med den ena eller andra varianten (se bild på karta från 1880). Fram till SAOL:s 13:e upplaga (2006) räknade inte ordlistan de båda bokstäverna som helt självständiga, och de samsorterades alfabetiskt. Utländska lånord försvenskades ofta i stil med "vinerbröd" och "visky". Tidigare räknade man 28 bokstäver i det svenska alfabetet, men SAOL:s ändrade hållning har därefter bland annat följts av Nationalencyklopedin i sin webbupplaga.